# 광양초등학교
광양초등학교(光陽初等學校)는 대한민국 제주특별자치도 제주시 이도1동 1257-1에 있는 초등학교이다.

## 학교 연혁
- 1950년 6월 13일 제주남국민학교 광양분교장
- 1951년 10월 15일 개교 (6학년 6학급 인가)
- 1982년 3월 1일 62학급 인가
- 1996년 3월 1일 광양초등학교로 개칭
- 2001년 10월 15일 광양교육 50년사 발간
- 2007년 3월 1일 관악대 조직
- 2010년 2월 27일 급식실, 음악실, 컴퓨터실 신출, 도서실, 운동장 서쪽 주차장 완공
- 2010년 7월 30일 잔디운동장 및 학교생활체육 시설 완공
- 2012년 3월 1일 17학급 편성(특수학급 1)
- 2014년 1월 30일 교실 리모델링 공사 완료
- 2016년 3월 1일 제22대 정은수 교장 부임
- 2016년 3월 1일 15학급 편성(특수학급1)
- 2016년 8월 4일 학교 울타리 수목식재 및 휀스 설치
- 2016년 9월 9일 본관 건물 외벽 리모델링
- 2017년 2월 8일 제66회 졸업식(졸업생 54명, 총 13,437명 졸업)
- 2018년 3월 1일 제 23대 강경숙 교장 부임
- 2018년 8월 11일 U-13국제관악경연대회 광양초등학교 관악부 금상 수상
- 2018년 8월 20일 춘천전국관악경연대회 광양초등학교 관악부 우수상(2위)수상
- 2019년 1월 25일 제68회 졸업 <졸업생 43명, 총 13,536명 졸업>
- 2019년 3월 1일  14학급 편성(특수학급 1개 학급)

## 참고 자료
- 광양초등학교 - 한국교육학술정보원 학교알리미